# Агатарх
Агатарх (дав.-гр. Αγάθαρχος; V століття до н. е.) — давньогрецький маляр. Народився в Самосі, мешкав у Афінах. Першим ввів у давньогрецький живопис метод лінійної перспективи, яку застосував у театральних декораціях (для п'єс Есхіла). Традиція приписує йому авторство втраченого трактату про театральні декорації.